# Obelisco Tello
El obelisco Tello es una escultura monolítica en granito en forma de prisma rectangular perteneciente al sitio arqueológico de Chavín de Huántar del Formativo Tardío, periodo ubicado entre los años 900 a. C. y 200 a. C. Fue descubierto por Trinidad Alfaro en 1908 en el sitio arqueológico de Chavín en el distrito homónimo de la provincia de Huari en Áncash, Perú. En 1919 el arqueólogo Julio C. Tello fue el primero en estudiarlo científicamente, resaltando su importancia, por lo que fue bautizado con su nombre. Su superficie está cubierta de diseños labrados complejos y estilizados que muestran a dos figuras principales gemelas de sexo opuesto y representaciones asociadas al signo de la chakana, a animales, y a elementos de plantas como flores, tallos, frutos y semillas. La función que cumplía es motivo de controversia entre quienes lo estudian desde su descubrimiento y hasta el presente.
Desde 2008 se encuentra en una sala del Museo Nacional de Chavín en Áncash.

## Descubrimiento
El obelisco Tello fue descubierto por el campesino Trinidad Alfaro en 1908, cuando sus peones removían el campo de maíz que cultivaba por encima lo que hoy es la llamada plaza Cuadrada del sitio arqueológico de Chavín de Huántar, frente al edificio A, llamado también Templo Nuevo o "El Castillo". De acuerdo al testimonio de Alfaro dado a Tello en 1940, el obelisco se encontró en la esquina suroeste sobre la plaza Cuadrada, «en el perímetro del trozo de roca que tiene varios hoyo redondos a manera de morteros» (el altar de Choque Chinchay).
El obelisco hallado por Alfaro se encontraba fracturado: era el fragmento más grande de una pieza mayor. Este fragmento fue trasladado a la puerta de la iglesia del pueblo, donde en 1919 lo halló Julio C. Tello, quien lo calcó para su estudio. Tello luego encontró el fragmento menor faltante en las inmediaciones del área donde se encontró la parte mayor.

### Traslado a Lima
Ese mismo año fue trasladado a Lima por orden del presidente peruano José Pardo. Según Tello: 

El traslado del obelisco se hizo por la vía terrestre, a cargo del ayudante de la expedición universitaria, don Ángel Torres, quien con varios hombres lo hizo trasladar en parihuela por el camino de Cahuish a Recuay y Ajía, y de aquí  hasta el puerto de Huarmey, donde se embarcó destino al Callao.

El obelisco Tello se llevó al Museo de Antropología, Arqueología e Historia de Lima en donde permaneció hasta el 2008.

### Retorno a Chavín
El 12 de julio de 2008 llegó a Chavín para formar parte del Museo Nacional de Chavín; ese día se realizó un ritual de ofrenda que se realizó en medio de la alegría de la población. Días más tarde, el 18 de julio, se inauguró el museo con la presencia del presidente peruano Alan García Pérez.

## Descripción
El obelisco Tello es un monolito tallado en granito de forma de prisma rectangular, con una ligera depresión en una de sus caras. Mide 2,52 metros de alto, y 0,32 de ancho en la base. Su parte inferior y más gruesa fue tallada para colocarse en el suelo. Pesa aproximadamente 400 kg. Su superficie se encuentra cubierta de diseños tallados en bajorrelieve estilizados y de gran complejidad, en donde destacan las imágenes de dos enormes figuras gemelas en las caras opuestas del prisma de cuatro lados.Las dos figuras principales son muy parecidas pero también tienen varias pequeñas diferencias. Entre las similitudes se encuentra las largas mandíbulas con dientes, y las patas pequeñas con garras o zarpas. El final de la figuras se muestra como la cola de un pez (según John Rowe) o las plumas de un ave (según Federico Kauffmann Doig).

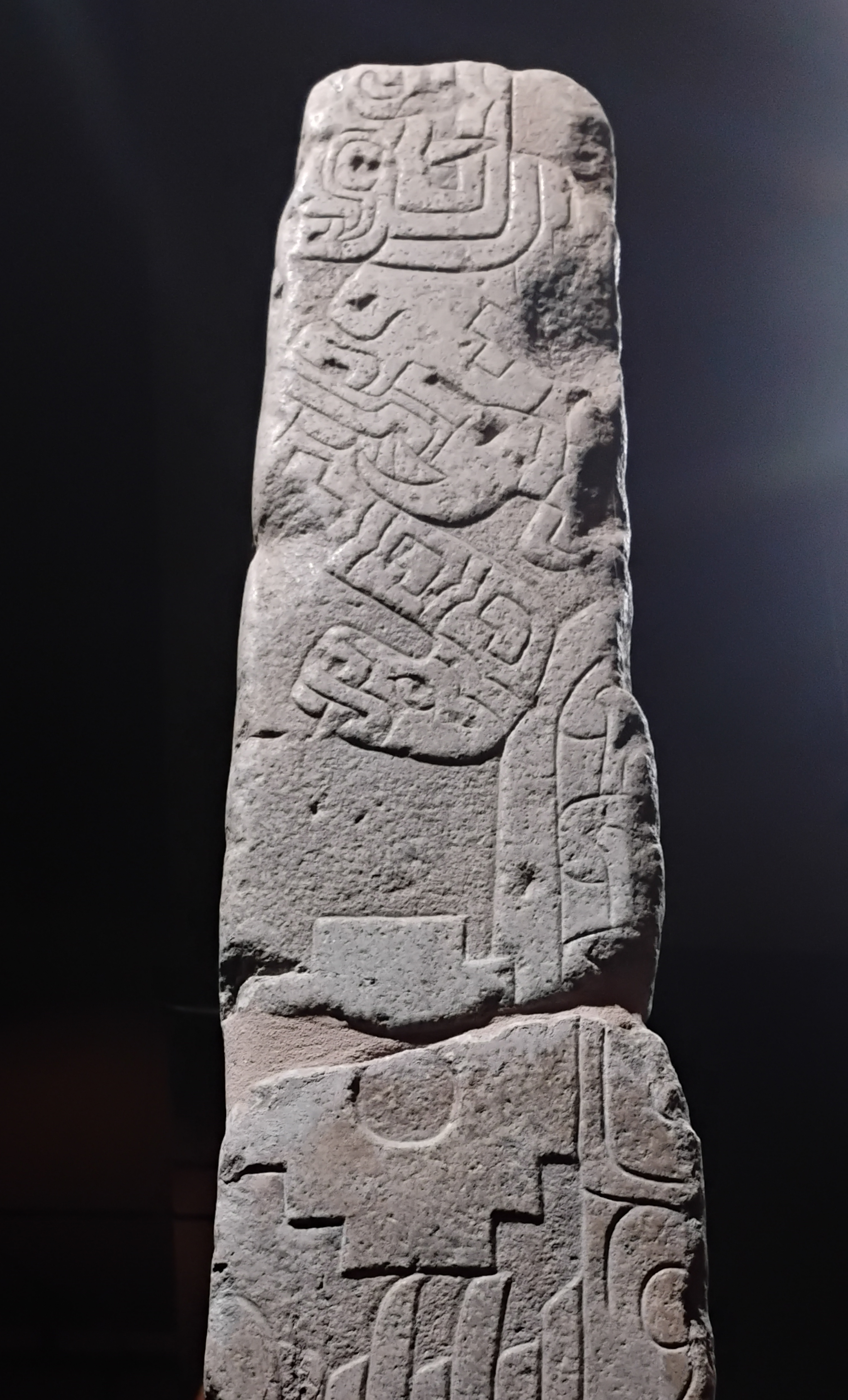
La chakana y un felino, algunos de los ideogramas tallados en el obelisco

Las otras representaciones que se pueden discernir están asociadas al signo de la chakana, a animales, y a elementos de plantas como flores, tallos, frutos y semillas. Dentro de los animales se pueden identificar a un felino, un mullu, un pututo, un par de aves, un pez y algunos seres humanoides con cabeza, brazos y piernas.

### Cronología
El obelisco fue encontrado cerca de la superficie en la esquina suroeste de la plaza Cuadrada, una de las partes menos antiguas del sitio. Se desconoce su ubicación original y no hay evidencia arquitectónica o estratigráfica que ayude a determinar su edad. Ninguna de las cabezas clavas está ejecutada al estilo del obelisco Tello y sólo unas pocas esculturas se le parecen. Donald Lathrap sugirió que el obelisco Tello es más antiguo que el Lanzón y que en realidad pudo haber sido traído a Chavín de Huántar desde otro sitio. De acuerdo a Richard Burger, se necesitan datos adicionales para una resolución definitiva del problema pero, cualquiera que sea su origen, el obelisco Tello probablemente fue utilizado en Chavín de Huántar mientras el Templo Viejo era el foco de actividad.

## Restauraciones
En 2010, cuando el obelisco se encontraba ya en el Museo Nacional Chavín, se utilizó cemento Portland para fijar el Obelisco Tello en su base y reparar una fractura visible en la unión de los dos fragmentos en la parte superior del obelisco en el año 2010.
En 2015, se realizaron actividades de restauración del obelisco por parte del arqueólogo Peter Fux del Museo Rietberg de Zürich y los conservadores Gregor Frehner y Horacio Fernández. Desmontaron la pieza y añadieron una barra de acero inoxidable en el centro del obelisco para unir los fragmentos separados. Además, reemplazaron la base original de concreto armado por una de granito. Asimismo, se hizo una segunda consolidación de la unión de los dos fragmentos ya que se encontró una fisura en la primera consolidación del 2010. El proceso de restauración de la escultura se llevó a cabo siguiendo los estándares internacionales para la recuperación de obras de arte, utilizando exclusivamente materiales biodegradables.

## Interpretación de las imágenes
Las imágenes representadas han sido interpretadas de distintas maneras para elucidar la cosmovisión, ideología o religión en Chavín por estudiosos como Julio César Tello (1923), Rebeca Carrión Cachot (1948), John Rowe (1967), Peter G. Roe (1968), Donald Lathrap (1982), Federico Kauffmann Doig, Marco Curatola (1991), Richard Burger (1992), Peter Kaulicke (1994), Cristóbal Campana (1995), Gary Urton (1996), Krzysztof Makowski (1996) y Henning Bischof (2008).

### Las figuras gemelas
La mayor parte de los investigadores concuerdan en que las imágenes de las figuras gemelas principales cada una representa a un reptil monstruoso, un caimán (Melanasuchus niger) o a un cocodrilo ecuatoriano. A simple vista cada figura muestra largas mandíbulas con dientes grandes en la parte superior, las patas pequeñas de 2 x 2 debajo de los cuerpos y las grandes colas en la parte inferior. A diferencia del denominado lanzón monolítico y la estela Raimondi que muestran seres antropomorfos con cabeza, brazos y pies, además de manos y pies con garras, los seres retratados son seres zoomorfos.
Gary Urton propone que las figuras son más que reptiles, que son la representación una amaru: un animal mítico que incorpora elementos de los caimanes de Rowe y Lathrap con el “gato-dragón” de Tello. Kauffman Doig afirmó que por la presencia de rasgos felinomorfos y ornitomorfos, junto a la ausencia de rasgos antropomorfos y figuras de caimanes en el legado iconográfico de otras culturas y de Chavín mismo, lo que se representa sería el felino volador, presente en culturas posteriores como Paracas, Nazca, Moche y Lambayeque.

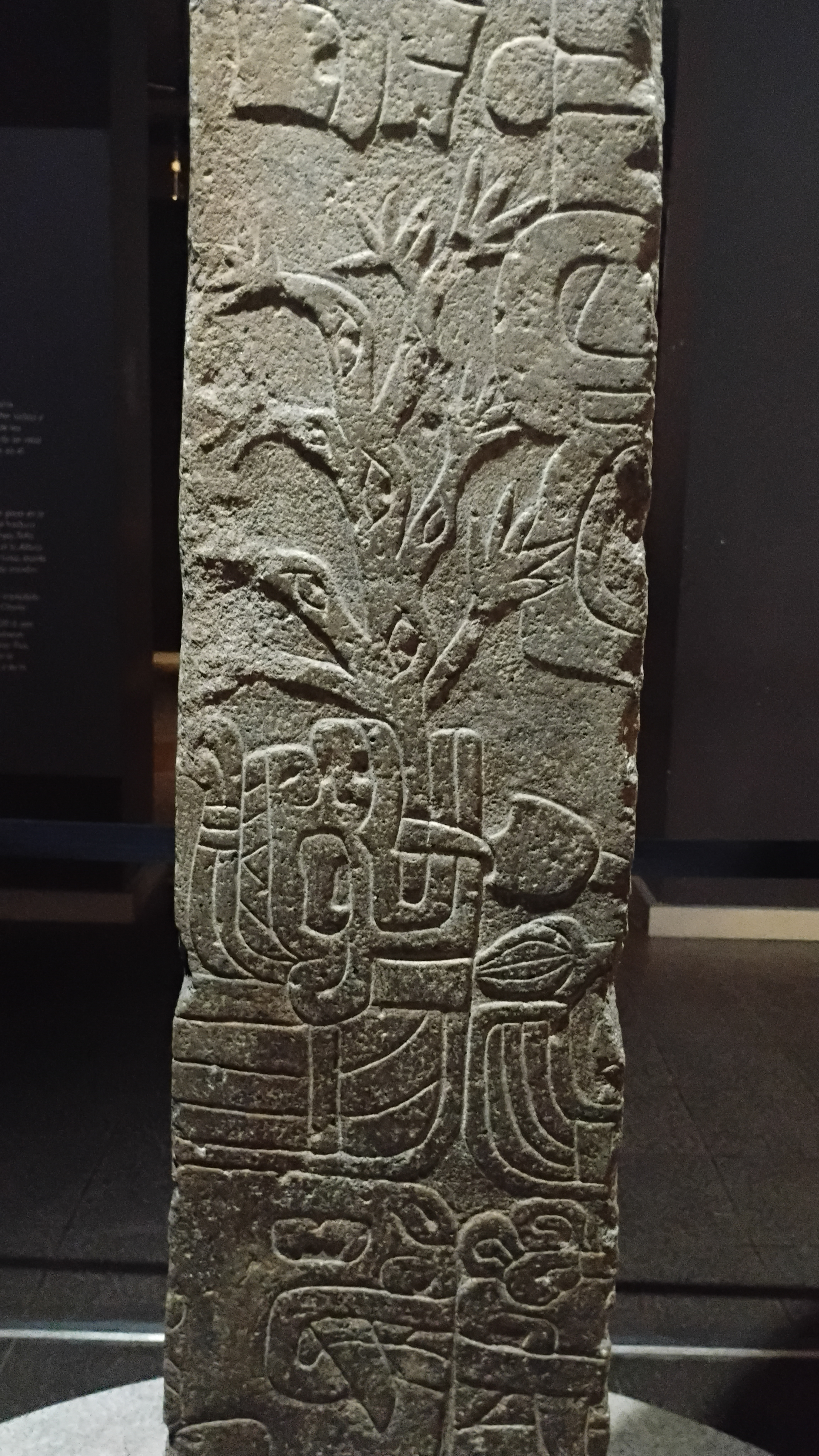
Órgano sexual de cuyo glande al parecer emerge un flujo como el semen.

Ya en 1923 Tello se percató que los dos seres eran de sexo opuesto:
- El ser masculino muestra un órgano sexual compuesto por un apéndice fálico cuyo glande tiene la forma de una cabeza zoomorfa y desde el cual emerge un flujo que se interpreta como el semen; Lathrap interpreta que el semen también representa a la planta de la yuca (Manihot esculenta) ya que «la yuca es el semen del gran caimán»[26][27]
- El ser femenino muestra el ícono de una semilla de una leguminosa o un maní, que se ha interpretado como un símbolo de lo femenino.[26]

## Hipótesis sobre su función
La función de esta escultura en la cultura Chavín también se ha venido discutiendo desde su descubrimiento. Para algunos investigadores, el obelisco cumple una función de representación de una divinidad, similar función a la que cumplen las esculturas en los templos cristianos. Para otros, el obelisco es la representación de un relato mítico. Para Krzysztof Makowski, los dos «lagartos cósmicos» son «una pareja animadora primordial» en el momento de un coito anal, representando así «una gran metáfora espacio-temporal organizada alrededor del tema del régimen de aguas en el universo». En ese sentido, las representaciones en el obelisco tendrían la función de transmitir una enseñanza, «una compleja doctrina religiosa» relacionada al concepto del axis mundi.
Arqueólogos como Luis Lumbreras han sugerido que la ubicación original del obelisco en el medio de la plaza Circular, más no han dado mayores argumentos que sustenten esa hipótesis.

### El obelisco Tello como un objeto de culto
Para Tello y sus seguidores, las dos enormes figuras principales gemelas se tratan de una “doble divinidad” o dios hermafrodita, es decir, masculino y femenino al mismo tiempo, con cabeza de felino. Para John Rowe, las figuras representan un caimán que «es una divinidad o a lo menos un ser mítico importante». Para Federico Kauffmann Doig, es la figura de la deidad principal del imaginario Chavín que ha adoptado la figura del «felino volador», desdoblado lateralmente.

### El obelisco Tello como una narración mítica
Richard Burger argumenta que la presencia en la escultura de una serie de oposiciones duales en los ideogramas como animal-planta, salvaje-doméstico, arriba-abajo, semilla-raíz y masculino-femenino, entre otras, son familiares a los mitos de origen de la agricultura en la mitología sudamericana. No obstante, si las imágenes talladas en las cuatro caras del obelisco son mitológicas y pertenecen a un mito, el orden narrativo de los hechos narrados en el obelisco es desconocido para el investigador moderno: sin una canción, una pista musical o un relato actual similar no hay un conjunto de comparación con el que trabajar.

#### Mito de Achkay
El etnohistoriador italiano Marco Curatola sostiene que en «alguna versión moderna de un antiguo mito se pueden todavía identificar los contenidos que inspiraron y guiaron a los artistas chavín en la creación de sus imágenes sagradas». Argumenta que es posible asociar las imágenes talladas en el obelisco tello con el mito de Achkay, recopilado por el arqueólogo peruano Toribio Mejía Xesspe en 1933-1934 justo en el área de Chavín de Huántar. El mito narra la historia de:

... una vieja antropófaga que rapta a dos huérfanos, un niño y una niña, para devorarlos, pero después de varias peripecias los dos infantes logran escapar transformándose en la estrella de la mañana (Achachi Ururi) y en aquella de la noche (Apachi Ururi). La vieja, en cambio, durante la persecución hacia el cielo caerá destrozándose cerca de las alturas de Chavín de Huántar dando origen, desde sus miembros, a los principales cultígenos de la zona.

En los ideogramas en el obelisco, según Curatola, se muestra «una monstruosa criatura carnívora con rasgos cocodrilescos, de cuyo cuerpo se ven surgir una serie de cultígenos», que reflejaría una versión moderna de un antiguo mito de origen de la agricultura, a pesar de las modificaciones y las transformaciones sufridas luego de los más de 2500 años transcurridos.